# Chiesa di San Rocco (Sabbioneta)
La chiesa di San Rocco è un edificio religioso di Sabbioneta, in provincia di Mantova.

## Storia e descrizione
Venne edificata al tempo della costruzione di Sabbioneta, alla metà del XVI secolo a navata unica e cappelle laterali. Qui ebbe la propria sede la confraternita religiosa dei Disciplini, dedita ad opere di carità.
Alla fine del XVIII secolo il suo interno venne affrescato dal pittore Giovanni Morini da Viadana (1758-1818). 
La chiesa non è più adibita al culto ed è stata adibita a pinacoteca.
Al suo interno si suppone si trovino i resti mortali di Diana Folch de Cardona, prima moglie e contessa consorte di Vespasiano I Gonzaga, morta nel 1559.